# Pentastelma
Pentastelma es un género monotípico de fanerógamas de la familia Apocynaceae. Contiene una única especie: Pentastelma auritum Tsiang & P.T.Li. Es originario de Asia encontrándose en China (Hainan) en los valles húmedos.

## Descripción
Son lianas que alcanzan los 4 m de altura. Los brotes son glabros. Las láminas foliares tienen 6-13 cm de largo y 1.5-3.5 cm de ancho, oblongas a ovadas, basalmente cordadas, el ápice agudo a atenuado, adaxial como abaxialmente glabras.
Las inflorescencias son axilares , solitarias, más cortas que las hojas adyacentes, con 3-5, pedúnculos de flores, simples,  casi tan largas o más que los pedicelos. 

## Taxonomía
Pentastelma auritum fue descrita por Tsiang & P.T.Li y publicado en Flora Hainanica 3: 577, f. 710. 1974.